# Live: Travelling the World
A Roxette Live: A Travelling the World a svéd Roxette első és egyetlen "live" albuma, mely 2013. december 3-án jelent meg a Parlophone és a Warner Music közös kiadásában. Az album a "The Neverending World Tour" 2012. évi dél-amerikai turnéjának 3 állomásának felvételei alapján készült. A CD teljes egészében a május 5.-i chilei koncert zenei anyaga, melyet a Teatro Caupolicánban rögzítettek, míg a DVD és Blu-ray anyagát május 3-án Argentínában, Cordobában, az Orfeo Superdomoban, és a Teatro Positivoban tartott előadásokon rögzítették. A DVD május 8-án jelent meg, és a DVD-n és Blu-ray lemezen szerepel egy exkluzív dokumentumfilm is, az "It All Begins Where It Ends" – A Roxette hihetetlen története címmel.

## Kritikák
A malajziai The Star újság pozitívan értékelte a koncert anyagát, mondván az 55 éves Marie Fredriksson már rég nem úgy énekel, mint korábban, de a rajongók elégedettek energikus előadásmódjával. Dicsérték az "It Must Have Been" előadásmódját, mondván Fredriksson lehetőséget ad a rajongóknak, hogy elénekeljék a dalt, mielőtt ő saját maga veszi át a folytatást. Az Aftonblades nevű svéd lap szerint szintén pozitív az album, az öt csillagból hárommal értékelte.

## Számlista
Minden dalt Per Gessle írt, kivéve a "Perfect Day", "Spending My Time" és "Listen to Your Heart" melyet Gessle és Mats Persson írtak.
| CD: Live at Caupolicán, Santiago on 5 May 2012 | CD: Live at Caupolicán, Santiago on 5 May 2012 | CD: Live at Caupolicán, Santiago on 5 May 2012 | CD: Live at Caupolicán, Santiago on 5 May 2012 | CD: Live at Caupolicán, Santiago on 5 May 2012 | CD: Live at Caupolicán, Santiago on 5 May 2012 | CD: Live at Caupolicán, Santiago on 5 May 2012 | CD: Live at Caupolicán, Santiago on 5 May 2012 | CD: Live at Caupolicán, Santiago on 5 May 2012 | CD: Live at Caupolicán, Santiago on 5 May 2012 |
| #                                              | Cím                                            | Hossz                                          |                                                |                                                |                                                |                                                |                                                |                                                |                                                |
| ---------------------------------------------- | ---------------------------------------------- | ---------------------------------------------- | ---------------------------------------------- | ---------------------------------------------- | ---------------------------------------------- | ---------------------------------------------- | ---------------------------------------------- | ---------------------------------------------- | ---------------------------------------------- |
| 1.                                             | Dressed for Success                            | 4:32                                           |                                                |                                                |                                                |                                                |                                                |                                                |                                                |
| 2.                                             | Sleeping in My Car                             | 3:45                                           |                                                |                                                |                                                |                                                |                                                |                                                |                                                |
| 3.                                             | The Big L.                                     | 4:48                                           |                                                |                                                |                                                |                                                |                                                |                                                |                                                |
| 4.                                             | Silver Blue (digital bonus track)              | 4:26                                           |                                                |                                                |                                                |                                                |                                                |                                                |                                                |
| 5.                                             | She's Got Nothing On (But the Radio)           | 5:20                                           |                                                |                                                |                                                |                                                |                                                |                                                |                                                |
| 6.                                             | Perfect Day                                    | 4:08                                           |                                                |                                                |                                                |                                                |                                                |                                                |                                                |
| 7.                                             | It Must Have Been Love                         | 5:38                                           |                                                |                                                |                                                |                                                |                                                |                                                |                                                |
| 8.                                             | It's Possible                                  | 3:14                                           |                                                |                                                |                                                |                                                |                                                |                                                |                                                |
| 9.                                             | 7Twenty7                                       | 5:14                                           |                                                |                                                |                                                |                                                |                                                |                                                |                                                |
| 10.                                            | Fading Like a Flower (Every Time You Leave Me) | 5:02                                           |                                                |                                                |                                                |                                                |                                                |                                                |                                                |
| 11.                                            | Crash! Boom! Bang!                             | 5:21                                           |                                                |                                                |                                                |                                                |                                                |                                                |                                                |
| 12.                                            | How Do You Do!                                 | 3:07                                           |                                                |                                                |                                                |                                                |                                                |                                                |                                                |
| 13.                                            | Dangerous                                      | 4:33                                           |                                                |                                                |                                                |                                                |                                                |                                                |                                                |
| 14.                                            | Joyride                                        | 4:48                                           |                                                |                                                |                                                |                                                |                                                |                                                |                                                |
| 15.                                            | Spending My Time                               | 6:20                                           |                                                |                                                |                                                |                                                |                                                |                                                |                                                |
| 16.                                            | The Look                                       | 6:33                                           |                                                |                                                |                                                |                                                |                                                |                                                |                                                |
| 17.                                            | Listen to Your Heart                           | 6:25                                           |                                                |                                                |                                                |                                                |                                                |                                                |                                                |
| 18.                                            | Church of Your Heart (digital bonus track)     | 5:19                                           |                                                |                                                |                                                |                                                |                                                |                                                |                                                |
| 88:33                                          |                                                |                                                |                                                |                                                |                                                |                                                |                                                |                                                |                                                |

| DVD/Blu-ray: Roxette Live - Travelling the World | DVD/Blu-ray: Roxette Live - Travelling the World                            | DVD/Blu-ray: Roxette Live - Travelling the World | DVD/Blu-ray: Roxette Live - Travelling the World | DVD/Blu-ray: Roxette Live - Travelling the World | DVD/Blu-ray: Roxette Live - Travelling the World | DVD/Blu-ray: Roxette Live - Travelling the World | DVD/Blu-ray: Roxette Live - Travelling the World | DVD/Blu-ray: Roxette Live - Travelling the World | DVD/Blu-ray: Roxette Live - Travelling the World |
| #                                                | Cím                                                                         | Hossz                                            |                                                  |                                                  |                                                  |                                                  |                                                  |                                                  |                                                  |
| ------------------------------------------------ | --------------------------------------------------------------------------- | ------------------------------------------------ | ------------------------------------------------ | ------------------------------------------------ | ------------------------------------------------ | ------------------------------------------------ | ------------------------------------------------ | ------------------------------------------------ | ------------------------------------------------ |
| 1.                                               | Dressed for Success                                                         | 4:26                                             |                                                  |                                                  |                                                  |                                                  |                                                  |                                                  |                                                  |
| 2.                                               | Sleeping in My Car                                                          | 3:46                                             |                                                  |                                                  |                                                  |                                                  |                                                  |                                                  |                                                  |
| 3.                                               | The Big L.                                                                  | 4:50                                             |                                                  |                                                  |                                                  |                                                  |                                                  |                                                  |                                                  |
| 4.                                               | Silver Blue                                                                 | 4:57                                             |                                                  |                                                  |                                                  |                                                  |                                                  |                                                  |                                                  |
| 5.                                               | Stars                                                                       | 3:30                                             |                                                  |                                                  |                                                  |                                                  |                                                  |                                                  |                                                  |
| 6.                                               | She's Got Nothing On (But the Radio)                                        | 4:36                                             |                                                  |                                                  |                                                  |                                                  |                                                  |                                                  |                                                  |
| 7.                                               | Perfect Day                                                                 | 4:32                                             |                                                  |                                                  |                                                  |                                                  |                                                  |                                                  |                                                  |
| 8.                                               | Things Will Never Be the Same                                               | 3:27                                             |                                                  |                                                  |                                                  |                                                  |                                                  |                                                  |                                                  |
| 9.                                               | It Must Have Been Love                                                      | 5:59                                             |                                                  |                                                  |                                                  |                                                  |                                                  |                                                  |                                                  |
| 10.                                              | It's Possible                                                               | 2:57                                             |                                                  |                                                  |                                                  |                                                  |                                                  |                                                  |                                                  |
| 11.                                              | 7Twenty7                                                                    | 5:21                                             |                                                  |                                                  |                                                  |                                                  |                                                  |                                                  |                                                  |
| 12.                                              | Fading Like a Flower (Every Time You Leave)                                 | 5:03                                             |                                                  |                                                  |                                                  |                                                  |                                                  |                                                  |                                                  |
| 13.                                              | Crash! Boom! Bang!                                                          | 5:26                                             |                                                  |                                                  |                                                  |                                                  |                                                  |                                                  |                                                  |
| 14.                                              | How Do You Do!                                                              | 2:51                                             |                                                  |                                                  |                                                  |                                                  |                                                  |                                                  |                                                  |
| 15.                                              | Dangerous                                                                   | 4:09                                             |                                                  |                                                  |                                                  |                                                  |                                                  |                                                  |                                                  |
| 16.                                              | Joyride                                                                     | 5:09                                             |                                                  |                                                  |                                                  |                                                  |                                                  |                                                  |                                                  |
| 17.                                              | Spending My Time                                                            | 5:49                                             |                                                  |                                                  |                                                  |                                                  |                                                  |                                                  |                                                  |
| 18.                                              | The Look                                                                    | 7:23                                             |                                                  |                                                  |                                                  |                                                  |                                                  |                                                  |                                                  |
| 19.                                              | Listen to Your Heart                                                        | 5:39                                             |                                                  |                                                  |                                                  |                                                  |                                                  |                                                  |                                                  |
| 20.                                              | Church of Your Heart                                                        | 4:32                                             |                                                  |                                                  |                                                  |                                                  |                                                  |                                                  |                                                  |
| 21.                                              | It All Begins Where It Ends – The Incredible Story of Roxette (documentary) | 61:42                                            |                                                  |                                                  |                                                  |                                                  |                                                  |                                                  |                                                  |
| 2:36:55                                          |                                                                             |                                                  |                                                  |                                                  |                                                  |                                                  |                                                  |                                                  |                                                  |

| Blu-ray extras | Blu-ray extras                                              | Blu-ray extras | Blu-ray extras | Blu-ray extras | Blu-ray extras | Blu-ray extras | Blu-ray extras | Blu-ray extras | Blu-ray extras |
| #              | Cím                                                         | Hossz          |                |                |                |                |                |                |                |
| -------------- | ----------------------------------------------------------- | -------------- | -------------- | -------------- | -------------- | -------------- | -------------- | -------------- | -------------- |
| 1.             | Gessle Cam Part 1: 'So, Christopher?'                       | 3:19           |                |                |                |                |                |                |                |
| 2.             | Gessle Cam Part 2: 'Studio Work'                            | 12:04          |                |                |                |                |                |                |                |
| 3.             | Gessle Cam Part 3: 'Travelling'                             | 28:48          |                |                |                |                |                |                |                |
| 4.             | Mikael Nogueira-Svensson - The Secret Life of A Guitar Tech | 5:25           |                |                |                |                |                |                |                |
| 48:36          |                                                             |                |                |                |                |                |                |                |                |

## Slágerlista

### Video listák
| Slágerlista (2013–14)                 | Legjobb helyezések |
| ------------------------------------- | ------------------ |
| Ausztrália Australian Music DVD Chart | 10                 |
| Hollandia Dutch Music DVD Chart       | 16                 |
| Svédország Swedish DVD Album Chart    | 4                  |